# 三河之战
三河之战，太平天国晚期战役之一，太平軍與湘軍在安徽三河鎮交戰。此役湘軍戰敗，湘軍將領李續賓与曾国藩弟曾国华皆阵亡。

## 三河：戰略據點
三河鎮距廬州不足百里，位於廬江、肥西、舒城三縣交界，有杭埠河、中河、豐樂河流貫，水陸要沖，故名三河；東接無為、巢縣，西接舒城，南通廬江，“為水陸衝途，實扼廬州總要”，自古為軍事必爭之地。

## 戰鬥始末
咸丰八年（1858年）8月陈玉成等人在安徽枞阳镇集会，决定攻破江北大营，保护天京（今南京）粮道。9月陈率军进攻浦口，败清军德兴阿部，遂占浦口、扬州。湘军曾国藩乘太平军东下，派李续宾率精兵六千援庐州（今合肥），连陷太湖、潜山、桐城、舒城，并进攻庐州三河镇（今肥西县三河镇），“深入四、五百里，寇城壘望風潰破”。九月廿八日李續賓部湘軍逼近三河。太平軍三河守將吳定規一日五文向陳玉成告急。
陳玉成在浦口大捷后迅速率兵近三萬回救，並奏准天王約李秀成同來，李秀成與庐州（今合肥市）守将吳如孝、捻軍張樂行亦領兵前來助戰，陳玉成经巢县、庐江，繞過了金牛鎮（三河镇西南15公里）、白石山（三河镇东南12.5公里），至清军背后，十月初陳玉成部亦抵三河。李續賓發現被陳玉成反包圍，湘軍“合計兵勇，一分于九江、湖口、彭澤、再分于蘄州、黃州、又分于桐城、舒城，所帶不過五千人”，“力戰太苦，後路太單，壯士受傷太多”，急從九江、桐城調兵增援。李续宾部将劝其退兵桐城，待援军到达后再攻三河，李續賓不聽。
李續賓、曾國華犯一兵法大错，即孤军深入，猛追穷寇，十月初九日（1858年11月14日），湘军逼近金牛镇，李續賓部將趙國棟主張五更開戰，但李續賓見陳玉成兵強馬壯，決定黎明開仗。十月初十日（1858年11月15日）黎明，李续宾部由金国琛和毛有铭等人率领，分左中右三路偷袭金牛镇，在樊家渡、上家祠堂打败陈玉成军，忽大霧迷漫，咫尺莫辨，鼓角相聞，敵我難分，李續賓軍衝過金牛鎮，這時陳玉成部迅速擊潰左路湘軍，李秀成率军赶到，及时投入战斗，将其围困在烟墩岗一带，斩杀湘军副将刘神山、参将彭友胜、游击胡廷槐、邹玉堂和杜廷光。三河守將吳定規率軍從城中出擊，把李續賓內外圍定，逐一攻破李续宾的七座营垒。李續賓连续冲击数十次，斩杀两千多名太平军，均为太平军所阻，只得撤回。
綠營官兵一萬五千人並未依約援助李續賓、曾國華，“飛檄召趙克彰以六營赴援，克彰不進”，胡林翼“急走書官文”，力促速赴援三河，但官文始終未發一兵一卒。血戰一晝夜，陈玉成大破湘军，激戰至深夜三更，李续宾於戰地枯樹自缢而死（一說投水），所部湘军副將曾國華以下六千餘人於三河郊外烟筒岗全部覆没。雖陣亡僅約6000人，但其中軍官竟達400餘人，全部戰死。如曾国藩的弟弟曾国华以及知府何忠骏、知州王揆一、杨德訚，道员孙守信、丁锐义等人皆同时殉难，曾国华因耽心自若被俘定遭太平军拿他勒索哥曾国藩，竟于战场一枯树上吊自裁。在知弟已领军追击太平军时，曾国藩竟预知弟凶多吉少，悲叹完矣，并派援兵追李續賓、曾國華，但消息傳來，曾國藩提筆寫了“自三河敗後，元氣大傷，全軍皆寒，不可復戰”。胡林翼極度恐慌，舊病復發吐血不止，他哀叹道：“三河败溃之后，元气尽伤，湘军四年的精锐，覆于一旦，而且敢战之才，明达足智之士，亦凋丧殆尽。”
陳玉成乘勝佔領舒城、桐城，湘軍大將都兴阿棄圍安慶敗逃，退至宿松、太湖。太平軍扭轉了皖南被動的局面。次年1859年陳玉成、李秀成封贈為「英王」、「忠王」。